# Kostel Nanebevzetí Panny Marie (Benátky nad Jizerou)
Kostel Nanebevzetí Panny Marie ve Starých Benátkách je římskokatolický kostel v Benátkách nad Jizerou. Nachází se na hřbitově ve Starých Benátkách. Kostel je filiální a je spravován z farnosti Benátky nad Jizerou při kostele sv. Máří Magdaleny.

## Popis
Kostel se nachází na starobenáteckém hřbitově, na křižovatce ulic Bratří Bendů a U kostela.

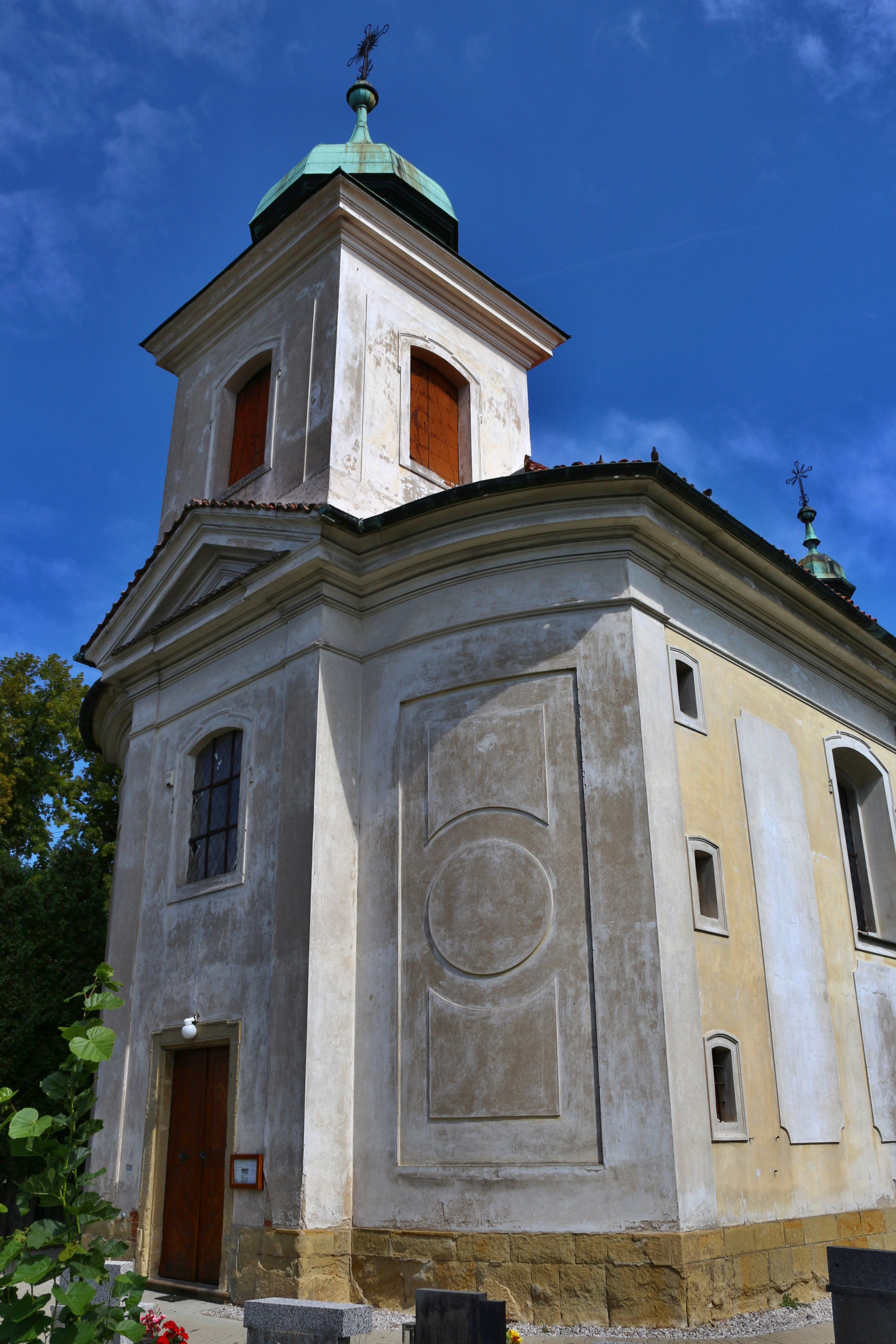
Portál a věž kostela

## Historie

### Původní kostel
Současný jednolodní kostel Nanebevzetí Panny Marie byl vystavěn v místě staršího, dřevěného kostela s šindelovou střechou a na zděných základech, existujícího pravděpodobně již ve 13. století, ačkoli první písemná zmínka o něm je z roku 1354. Tehdejší farní kostel Nanebevzetí Panny Marie tak byl první sakrální stavbu dnešních Benátek nad Jizerou. Husitské nepokoje i dobu třicetileté války kostel přečkal relativně bez úhony, avšak zdejší fara zanikla v souvislosti s husitskými válkami a farnost s kostelem připadly pod správu novobenátecké fary. Poté byl kostel dlouhodobě zanedbáván a chátral, až do roku 1761, kdy se zřítil.

### Nový kostel
V letech 1761–1764 byl postaven nový zděný kostel v jednoduchém rokokovém slohu s klasicistní kazatelnou. Ze stejného období pochází také rokoková hřbitovní kaple, někdejší márnice. Spolu s márnicí, ohradní zdí a křížem je chráněn jako kulturní památka.